# Kaufmann für Verkehrsservice
Kaufleute für Verkehrsservice sind als Kundenberater, -betreuer oder Sachbearbeiter eines Verkehrsunternehmens tätig.
In der Verkaufsstelle des Verkehrsbetriebes oder im Reisezentrum der Deutschen Bahn verkaufen sie Fahrkarten sowie Abonnements und beraten Kunden über Verkehrsverbindungen und angebotene Dienstleistungen (z. B. Gepäckträgerservice, Autovermietung oder Kurzreisen). Im Zugbegleitdienst fahren sie in dem Verkehrsmittel mit, kontrollieren die Fahrausweise und informieren die Fahrgäste z. B. über Anschlussmöglichkeiten, bei der Deutschen Bahn geben Kaufleute für Verkehrsservice das Signal zur Abfahrt des Zuges. Kaufleute für Verkehrsservice arbeiten auch in den Verkehrsanlagen (z. B. an Bahnhöfen, U-Bahn-Stationen oder größeren Omnibushaltestellen) und informieren dort ihre Kunden über Verkehrsverbindungen, helfen beim Ein- und Ausstieg, sorgen für das Einhalten der Hausordnung und erklären die Bedienung der technischen Service- und Sicherheitseinrichtungen des Verkehrsbetriebes. Als Sachbearbeiter beantworten sie Beschwerdeschreiben, bearbeiten Abonnements und Fälle von Beförderungserschleichung („EBE-Fälle“); außerdem planen sie verkaufsfördernde Maßnahmen und führen diese durch. Diese Tätigkeiten werden im Büro ausgeführt.

## Ausbildung
Die Ausbildung dauert je nach Vorbildung zwischen zwei und drei Jahren, sie findet im dualen System statt.
Ausbildungsbetriebe sind die Deutsche Bahn, Nahverkehrsunternehmen und private Bus- und Bahnunternehmen.
Rechtliche Grundlage für die Ausbildung ist die Verordnung über die Berufsausbildung zum Kaufmann für Verkehrsservice/zur Kauffrau für Verkehrsservice.

## Tätigkeitsinhalte
- Kunden über die Beförderungs- und Serviceleistungen von Verkehrsunternehmen beraten, Beförderungsdokumente und Zusatzleistungen verkaufen
- Kunden und besondere Personengruppen in Verkehrseinrichtungen und Verkehrsmitteln betreuen
- technische Sicherheits- und Serviceeinrichtungen bedienen und kontrollieren
- Reklamationen bearbeiten
- bei Marketing- und Werbemaßnahmen mitwirken
- Verbrauchsstoffe und Betriebsmittel beschaffen und verwalten
- kaufmännisch-verwaltende Aufgaben wahrnehmen, z. B. in den Bereichen Personalwesen, Zahlungsverkehr, Buchführung, Kosten- und Leistungsrechnung